# Platser i Warcraft
Denna artikel samlar uppgifter om platser i datorspelsserien Warcraft.

## Azeroth
Azeroth är en av de två kända planeter som World of Warcraft utspelar sig i. Den består av tre större kontinenter och en hel del mindre öar. De stora kontinenterna är: The Eastern Kingdoms i öster, Kalimdor i väster och Northrend i norr, mellan de båda andra. Till en början var dessa tre kontinenter en enda stor världsdel som gick under namnet Kalimdor, men denna splittrades när rasen Night Elves (nattalver) förstörde The Well Of Eternity - Evighetens källa. Då källan imploderade splittrades superkontinenten.
Azeroth består även av outforskade områden, då planeten är rund. Vad som finns på den andra sidan är det dock ingen som vet, men att det är mycket farligt har tydligt framgått bland annat av citatet "A handful of ships have ventured from Kalimdor away from the Maelstrom — to the north, west, and south. None have yet returned."
Azeroth har även två månar, en vid namn White Lady och den andres namn är the Blue Child. 

### Eastern Kingdoms

Eastern Kingdoms

I The Eastern Kingdoms har raserna Humans (människor), Dwarves (dvärgar), Gnomes (gnomer), Undeads (odöda) och Blood Elves (blodalver) sina huvudstäder, tillsammans med andra, icke spelbara raser. Kontinenten indelas i flera subkontinenter. Dit hör bland annat: Khaz Modan i söder och Lordareon i norr. Khaz Modan är dvärgarnas kungarike och styrs från huvudstaden Ironforge, där dvärgakungen Magni Bronzebeard regerar, som är byggt djupt inne i ett berg i norra Dun Morogh. Där bor dvärgarna tillsammans med gnomerna, då de sistnämnda tvingats lämna sitt gamla hem Gnomeregan, som ligger i västra Dun Morogh, efter att det invaderades av Troggs. Khaz Modan betyder Khaz Berg och är uppkallat efter titanen Khaz'goroth, som tros vara skaparen av den dvärgarnas ras. Andra delar av Khaz Modan är Loch Modan, Searing Gorge, Wetlands och Badlands.

Människornas huvudstad heter Stormwind City och ligger i nordvästra Elwynn Forest. Staden leddes tidigare under Kung Anduin Wrynns styre (med hjälp av Lord Bolvar Fordragon och Lady Katrana Prestor) efter att hans far, Varian Wrynn, försvunnit under ett uppdrag till Theramore Isle i Kalimdor. I och med expansionen World of Warcraft: Wrath of the Lich King så har den rättmätiga kungen åter tagit sin plats vid tronen i Stormwind. Staden har fallit och återuppbyggts flera gånger efter invasioner av The Scourge.
The Undercity är The Forsakens huvudstad som ligger i Lordaeron i Trisifal Glades. Där regerar alvkvinnan Sylvanas Windrunner.
Silvermoon City är blodalvernas stad, som ligger i provinsen Eversong Forest längst i norr av Eastern Kingdoms. Silvermoon City introducerades i World of Warcraft med tilläggspaketet World of Warcraft: The Burning Crusade, men har existerat tidigare i andra spel, så som Warcraft III.

### Kalimdor

Kalimdor

Kalimdor är den västra kontinenten i Azeroth. Innan landet splittrades i tre delar (Eastern Kingdoms, Kalimdor och Northrend), så hette hela kontinenten Kalimdor. Här har raserna Orcs (orcer), Trolls (troll), Taurens (tjurmänniskor), Night Elves (nattalver) och Draenei sina städer.
Orgrimmar är orcernas mäktiga huvudstad som ligger i norra Durotar, och här leder orcen Thrall sitt folk. Även troll har Orgrimmar som huvudstad.
Thunder Bluff är Taurens huvudstad och delas in i fyra platåer. Man måste ta en hiss för att kunna ta sig upp till platåerna som utgör staden. I Thunder Bluff är det Cairne Bloodhoof som bestämmer.
Darnassus är nattalvarnas huvudstad, som ligger på världsträdet Teldrassil. Innan Teldrassil blev världsträdet var det Nordrassil som var det, som ligger belagt på Mount Hyjal. Med en invasion av The Burning Legion, ledda av Eredaren Archimonde, så förstördes Nordrassil. Då fattade Ärkedruiden Fandral Staghelm ett kontroversiellt beslut och planterade ett nytt världsträd; Teldrassil.

Azeroth var, innan titanerna kom dit, ett kargt landskap med bara elementandar som invånare. När titanerna kom dit stängde de in element-lorderna djupt ner i Azeroths inre så att de aldrig skulle komma ut igen.

## Nybörjarområden
- Elwynn Forest är det nybörjarområde man startar i om man väljer att spela som rasen Human. Platsen består av ett stort skogsområde, med fina byar. Startby; Northshire Valley.

- Dun Morogh är provinsen du börjar i om du väljer att spela som Dwarf eller Gnome. Det är ett snöbetäckt ställe, fullt av vargar, björnar och snöleopader. Startby; Coldridge Valley.

- Teldrassil är startstället för alla spelare som väljer Night Elves. Det är en mörk och mystisk skog med underliga varelser. Startby; Shadowglen.

- Azuremyst Isle är startområdet för rasen Draenei. Endast spelare som har World of Warcraft: The Burning Crusade installerat har tillgång till att starta här. Startby; Ammen Vale.

- Durotar är startplatsen för Orcs och Trolls. Landet består mestadels av torra marker, med skorpioner och vildsvin som täcker stor del av startbyn Valley of Trials.

- Mulgore är Taurens startland, och är ett väldigt vackert landskap med gröna marker och växter. Startby; Red Cloud Mesa.

- Eversong Forest är blodalvernas startområde, som är otroligt vackert och ser ut som en varm, tidig höst, när löven precis har börjat bli röda och börjat falla. Startyby; Sunstrider Isle (döpt efter deras ledare, Kael'thas Sunstrider). Endast spelare som har World of Warcraft: The Burning Crusade installerat har tillgång till att starta här.

- Tirisfal Glades är de odödas startplats och består av en mörk och död skog, med demonhundar och vampyriska fladdermöss. Startby; Deathknell.

- Gilneas är varulvarnas startområde, det ligger sydväst om Silverpine Forest . Kungariket skapades när brödraskapet Arathor splittrades. För att kunna spela varulv måste du ha World of Warcraft: Cataclysm installerat.

- Kezan är goblins startområde. Kezan är en ö placerad i The Great Sea. För att kunna spela goblin måste du ha World of Warcraft: Cataclysm installerat.